# 1250 в Україні

## Події
- Данило Галицький розпочав війну проти литовського князя Міндовга.

## Засновані, зведені
- Дрогобицький солевиварювальний завод (гіпотетично саме у цьому році)